# Hydrobiosis gollanis
Hydrobiosis gollanis là một loài Trichoptera trong họ Hydrobiosidae. Chúng phân bố ở miền Australasia.